# Cauchero (Bocas del Toro)
Cauchero es un corregimiento del distrito de Almirante, en la provincia de Bocas del Toro, República de Panamá. La localidad tiene 2424 habitantes (2010).
Hasta el 4 de diciembre de 2020 el corregimiento formó parte del distrito de Bocas del Toro, cuando fue transferido al distrito de Almirante, mediante la ley 172 de 2020.

## Demografía
En 2010 contaba con una población de 2 424 habitantes según datos del Instituto Nacional de Estadística y Censo y una extensión de 140,6 km² lo que equivale a una densidad de población de 17,24 habitantes por km².

### Razas y etnias
- 94,39 % chibchas[5]
- 4,7 % mestizos
- 0,91 % afropanameños[6]

La población indígena es mayoritariamente chibcha, principalmente naso-djerdi y ngäbe.